# Antropocentrism
Antropocentrism (din limba greacă: άνθρωπος, anthropos, "ființă umană"; and κέντρον, kentron, "centru") este credința că oamenii trebuie considerați a fi deasupra tuturor celorlalte aspecte ale realității.

## Ecologism
Antropocentrismul a fost identificat de către unii ecologiști, în cărți cum ar fi Confessions of an Eco-Warrior de Dave Foreman și Green Rage de Christopher Manes, ca fiind motivul fundamental pentru care umanitatea domină și vede nevoia de a "dezvolta" majoritatea zonelor de pe Pământ. Antropocentrismul a fost identificat de către acești scriitori, și de către alții, ca fiind cauza principală a crizei ecologice, a suprapopulării umane și a dispariției a multora dintre speciile non-umane. Această perspectivă este specifică ecologiei profunde.
Filosofa australiană Val Plumwood (11 august 1939 - 29 februarie 2008) a expus teoria cum că antropocentrismul poartă un rol în teoria ecologistă care este analog cu rolul pe care îl poartă androcentrismul în teoria feministă și etnocentrismul în teoria anti-rasistă, prin urmare reprezentând o discriminare împotriva speciilor non-umane.

## Tradiții iudaico-creștine
Moise Maimonide avea convingeri puternic anti-antropocentriste.